# Giovanni Francesco Pressenda

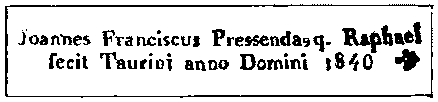
Firma di Giovanni Francesco Pressenda sui propri strumenti

Giovanni Francesco Pressenda (Lequio Berria, 6 gennaio 1777 – Torino, 12 dicembre 1854) è stato un liutaio italiano.

## Biografia
Figlio di Giovanni Raffaele Pressenda e Anna Maria Boffa, prima di compiere vent'anni sposò Maria Margherita Destefanis e dopo la morte del padre di lui entrambi si trasferirono a Carmagnola. La coppia ebbe due figli, che però morirono entrambi in giovane età: il primogenito nel 1798 e il secondogenito nel 1808, quando già erano residenti a Carmagnola. Dai registri agricoli risulta che lavorò come agricoltore, prima di risultare impiegato sin dal 1815 al laboratorio torinese di strumenti musicali Lété-Pillement di Nicolas Leté. Nel 1819, con la morte di quest'ultimo, il laboratorio chiuse e nel 1821 Pressenda aprì una propria attività, che si occupava fra le altre cose anche della fabbricazione di strumenti ad arco.
Nella sua bottega, situata a Torino in Casa Garrone presso la Contrada del Teatro d'Angennes n. 30, Pressenda si avvaleva verosimilmente anche del contributo di soci, collaboratori e allievi, fra cui Joseph Calot tra il 1821 e il 1830 e il compaesano Giuseppe Rocca a partire dal 1834. Altri collaboratori furono probabilmente Leopold Noiriel e, verso la fine della sua vita, Pierre Pacherel. Il lavoro di Pressenda venne influenzato dai vari musicisti che si trovò a frequentare, fra cui allievi della scuola di Gaetano Pugnani come Luigi Molino, Giovanni Battista Polledro, Giuseppe Ghebart e Francesco Bianchi.
La sua reputazione era già nota negli anni 1820 e partecipò alla Esposizione delle arti e dell'Industria di Torino del 1829 e del 1832, dove ottenne i suoi primi riconoscimenti e che diventerà un appuntamento abituale. All'edizione del 1838 ricevette una medaglia d'argento e una menzione speciale che lo definiva "erede della perizia degli antichi Cremonesi nella fabbricazione degli strumenti ad arco". All'edizione del 1850, l'ultima da lui frequentata, ricevette una medaglia d'argento dorato. In quel periodo la produzione di strumenti si era essenzialmente fermata.  Nel giro di poco tempo la moglie di Pressenda morì e anche lui si ammalò gravemente e venne preso in cura dai suoi vicini fino al suo decesso avvenuto nel 1854.

## Attività
Il laboratorio di Pressenda produceva soprattutto violini, anche se vennero prodotti anche viole e violoncelli.  All'inizio il suo stile riprese quello di Stradivari. Successivamente l'utilizzo di una speciale vernice ad olio, la meticolosa scelta dei legni, e l'adozione di un proprio metodo di lavoro conferì ai suoi strumenti uno stile personale, chiamato anche "modello Pressenda", tipicamente italiano. Tale stile potrebbe essere stato influenzato dalla presenza a Torino degli eredi della famiglia Guadagnini e dalla famiglia di Alessandro D'Espine.

## Reputazione postuma
La fama di Pressenda venne notevolmente consolidata dopo la morte grazie anche all'attività del violinista August Wilhelmj. Cominciarono a circolare anche alcune voci sulla sua carriera: nonostante non ci siano testimonianze che Pressenda si interessò all'attività di liutaio prima dei quarant'anni, la diceria che da giovane si fosse recato a Cremona da Lorenzo Storioni per imparare l'arte della liuteria venne diffusa prima dalla giuria del Esposizione delle arti e dell'Industria di Torino del 1850 e poi dai sui primi biografi tra cui Gioffredo Benedetto Rinaldi.